# Liste des aires urbaines de Californie
Cet article concerne une liste des aires urbaines de l'État de Californie (États-Unis).

## Population > 10,000,000

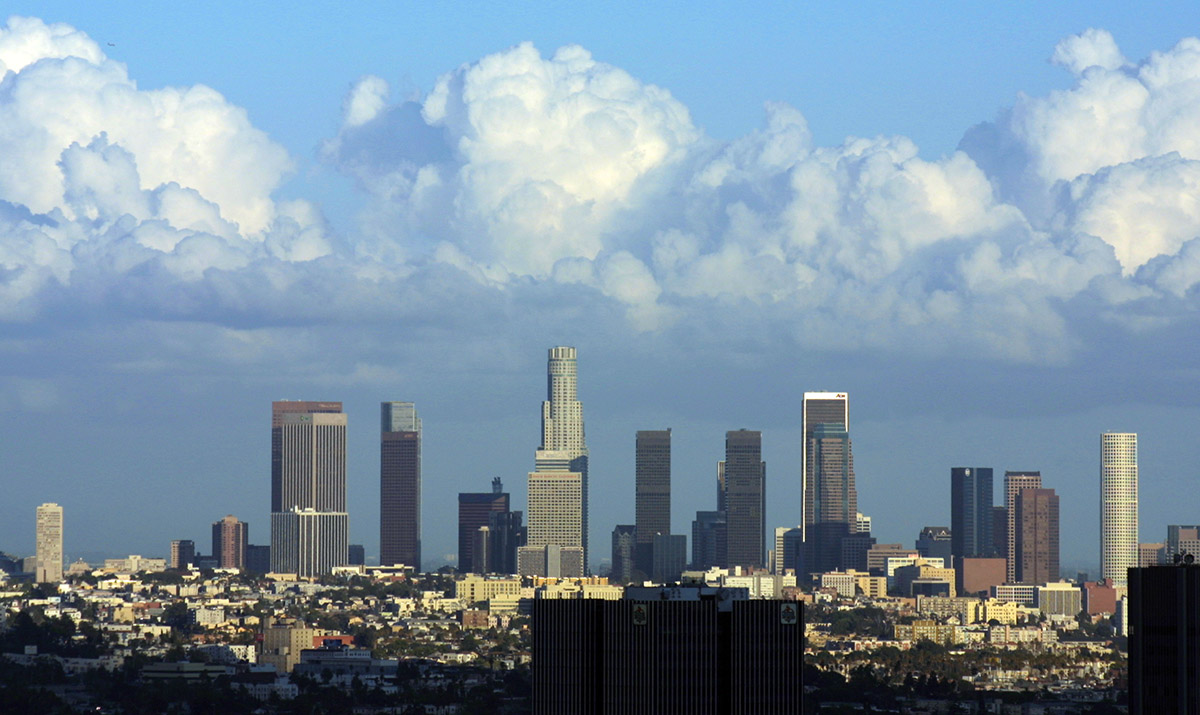
Los Angeles

- Los Angeles/Long Beach (Grand Los Angeles)

## Population > 5,000,000
- San José/San Francisco/Oakland (Région urbaine de San Francisco)

## Population > 2,500,000
- Comté d'Orange (on l'inclut aussi souvent dans le Grand Los Angeles)
- San Bernardino/Riverside (Inland Empire (même remarque que précédemment)
- San Diego

## Population > 1,000,000

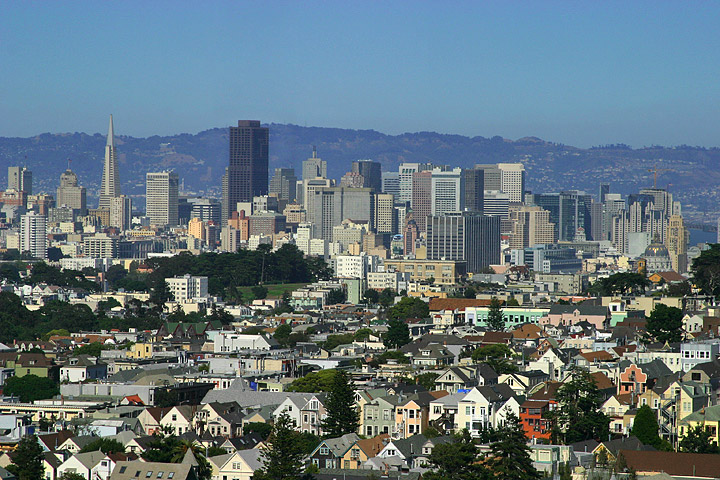
San Francisco

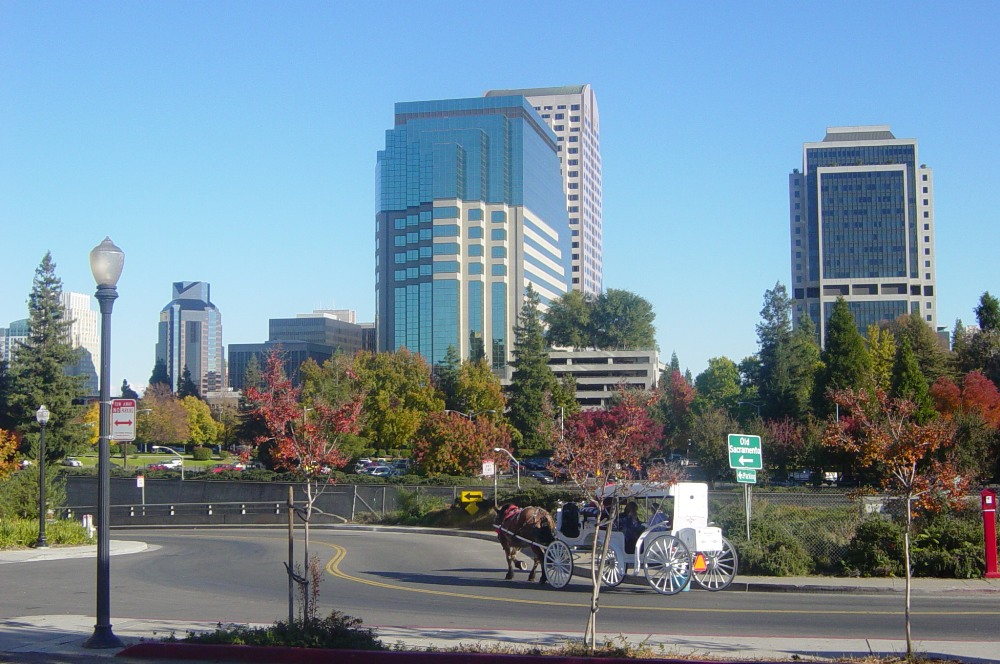
Sacramento

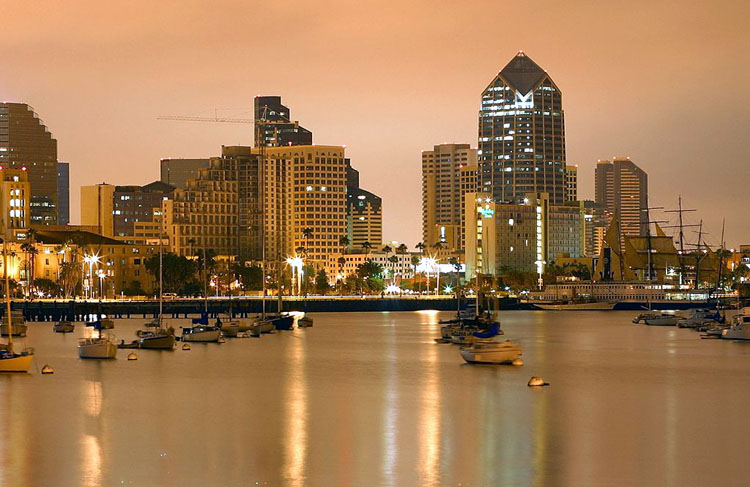
San Diego

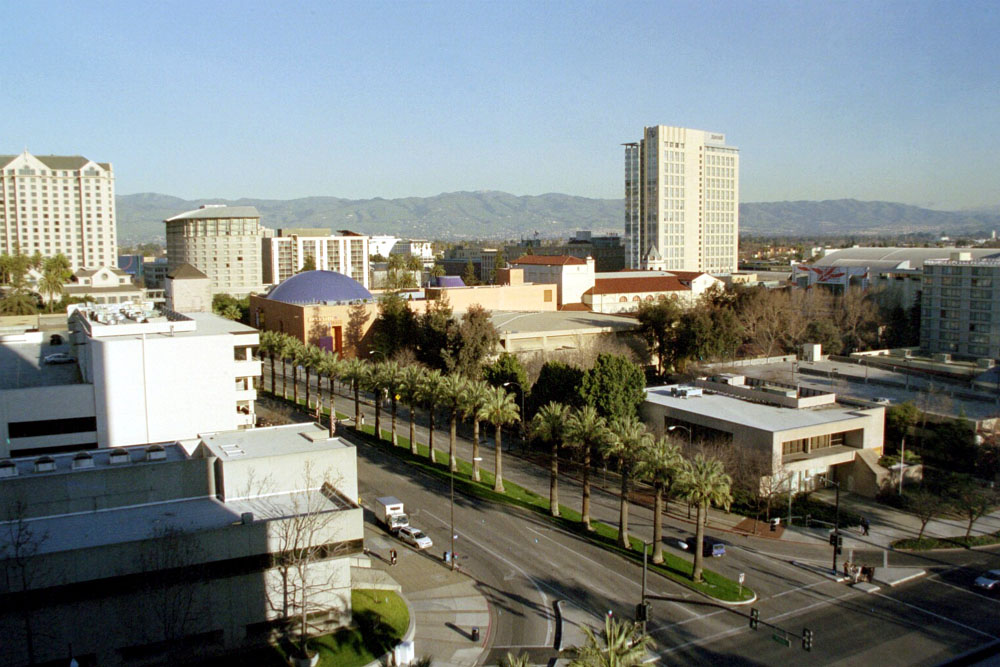
San Jose

- Fresno
- Sacramento

## Population > 500,000
- Bakersfield
- Oceanside/Carlsbad/Escondido (Nord du Comté de San Diego)
- Oxnard/Ventura (Comté de Ventura (pris souvent en compte dans le Grand Los Angeles)
- Stockton

## Population > 250,000
- Visalia/Tulare/Porterville
- Palmdale/Lancaster (Vallée d'Antelope)
- Monterey/Salinas
- Modesto
- Indio/Palm Springs (Vallée de Coachella ou zone de Palm Springs)
- Santa Barbara/Santa Maria
- Santa Rosa (Comté de Sonoma) (aussi inclus dans la région de la Baie de San Francisco)

## Population > 100 000
- Redding
- Chico
- San Luis Obispo/Atascadero/Paso Robles (Comté de San Luis Obispo)